# Wittelsbacher Landesstiftung für Kunst und Wissenschaft
Die Wittelsbacher Landesstiftung für Kunst und Wissenschaft ist eine Stiftung des öffentlichen Rechts mit Sitz in München. Sie ist Eigentümer der vor 1800 erworbenen Kunstschätze der Wittelsbacher. 

## Geschichte
Die Stiftung entstand aufgrund von Verhandlungen zwischen dem Freistaat Bayern und der 1918 abgesetzten Dynastie der Wittelsbacher im Jahr 1923. Durch einen Vergleich wurde der Wittelsbacher Ausgleichsfonds zur Versorgung der Mitglieder des Hauses Wittelsbach geschaffen. Im Gegenzug errichtete der Chef des Hauses Wittelsbach, ex-Kronprinz Rupprecht von Bayern, die Wittelsbacher Landesstiftung für Kunst und Wissenschaft. Die Stiftung erhielt die vor dem Haus- und Staatsfideikommiss von 1804 erworbenen Kunstschätze der Wittelsbacher, während jüngere Kunstsammlungen in den Besitz des Wittelsbacher Ausgleichsfonds kamen. Die Wittelsbacher Landesstiftung ist seither Eigentümer, wenn auch nicht Verwalter eines großen Teils der Bestände der Münchner Museen. Die Stiftung ist auch die entscheidende Instanz, wenn es wie in jüngster Zeit um die Verlagerung oder Ausleihe von prominenten Sammlungsgegenständen wie z. B. des Fränkischen Herzogsschwerts oder der Apostel von Albrecht Dürer geht.

## Zielsetzung und Verwaltung der Stiftung
Ziel der Stiftung ist es, den Kunstbesitz der Wittelsbacher in seiner Geschlossenheit zu bewahren. 
Die Verwaltung übernimmt gemäß der Verwaltungsordnung vom 14. Juli 1923 ein Stiftungsvorstand, bestehend aus:
- einem Vertreter des Bayerischen Kultusministeriums (in der Regel der Minister selbst)
- einem von diesem ernannten Museumsexperten (in der Regel der Generaldirektor der Bayerischen Staatsgemäldesammlungen)
- einem Vertreter des Hauses Wittelsbach (in der Regel das Familienoberhaupt)